# 洋行清真寺
43°46′29″N 87°36′44″E / 43.77475°N 87.61226°E

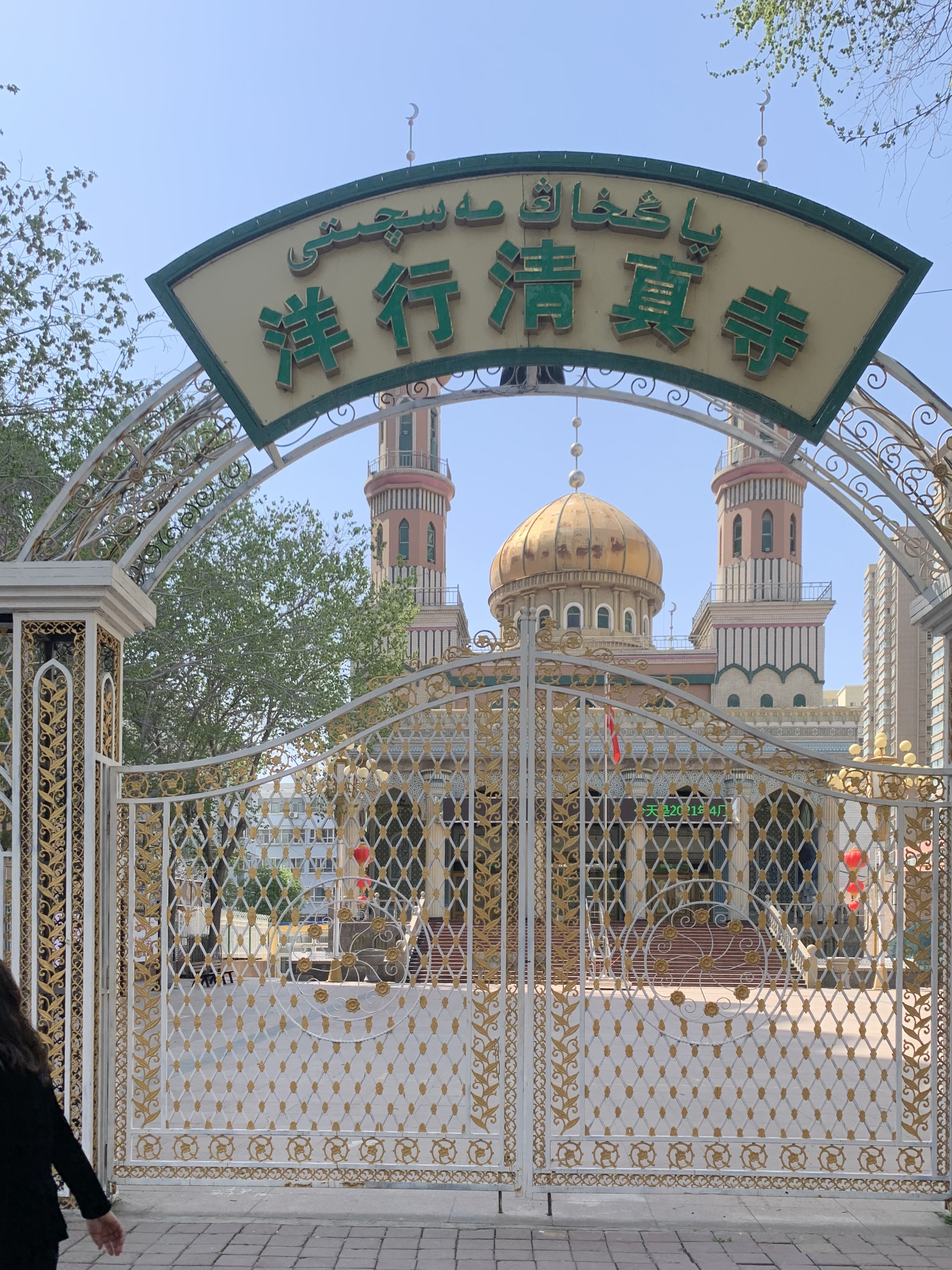
乌鲁木齐市洋行清真寺大门

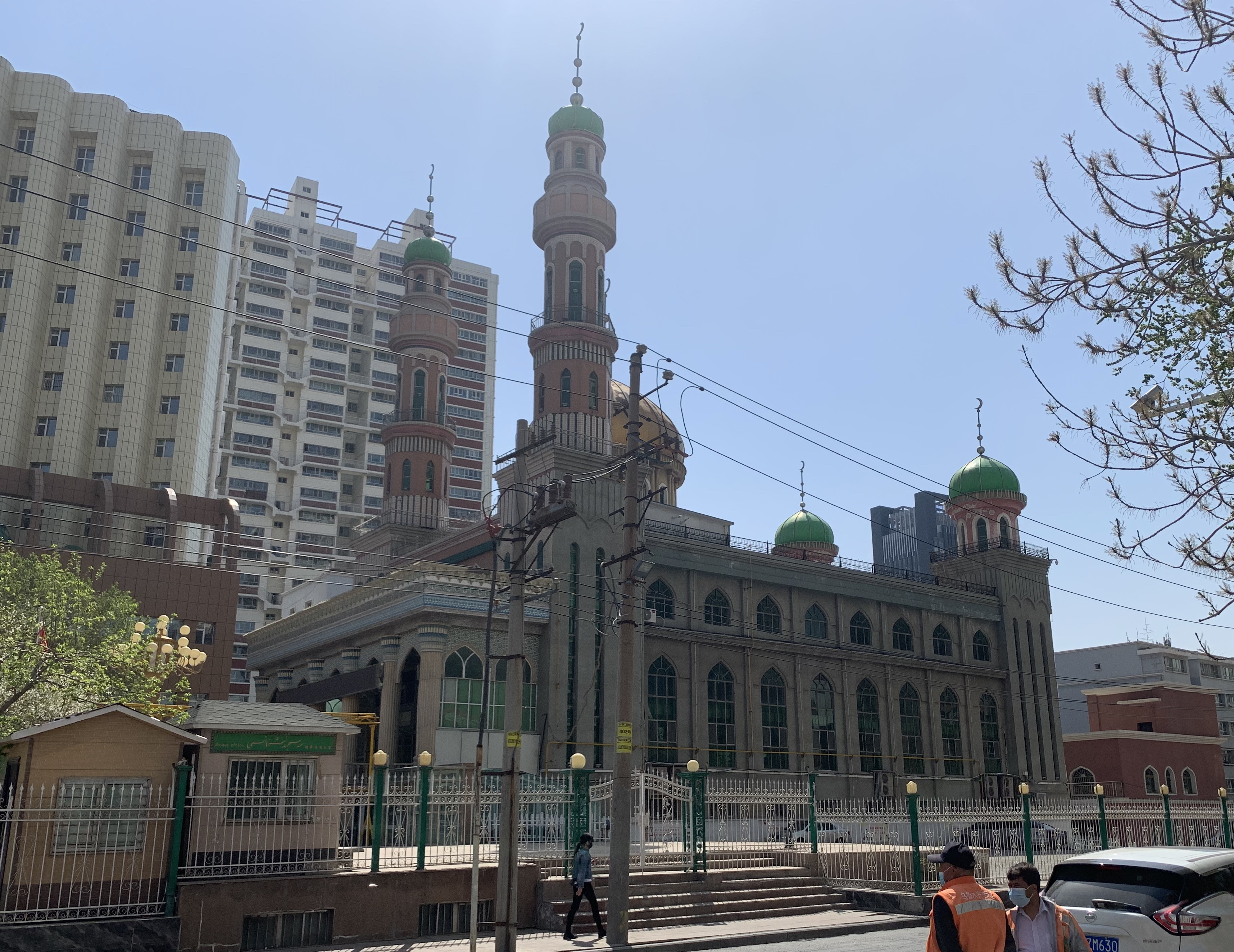
洋行清真寺

洋行清真寺，又称“洋行大寺”、“塔塔尔寺”，位于新疆维吾尔自治区乌鲁木齐市天山区胜利路143号，是一座伊斯兰教清真寺。

## 历史
该寺位于乌鲁木齐市解放南路南端。地处乌鲁木齐市南部的穆斯林聚居区。该寺始建于1899年，由乌兹别克人修建，却因为前往此寺的塔塔尔族人数较多，且该寺并不是传统阿拉伯式建筑而是欧式建筑，故俗称“塔塔尔寺”。1919年，又由俄商热以木江（乌孜别克人）开设的德和洋行（1881年创办）捐资重建，故又俗称“洋行大寺”。洋行大寺是乌鲁木齐市维吾尔族、哈萨克族、塔塔尔族、乌孜别克族等民族的伊斯兰教主要活动场所。
谢日甫江·阿不都拉大毛拉从1980年代开始在该寺当伊玛目。1990年代，该寺已显得十分破旧。谢日甫江·阿不都拉大毛拉作为该寺伊玛目，开始筹备重修该寺。他首先向当地政府申请重修，并由当地政府向中央政府进行的报告。此后，1994年，82岁的谢日甫江·阿不都拉大毛拉又率领几位助手亲赴北京，向中央政府申请维修资金。政府为该寺下拨200万元人民币，谢日甫江·阿不都拉大毛拉又在社会上募捐获得300万元人民币，这些资金全部用于该寺的重修。谢日甫江·阿不都拉大毛拉本人虽然生活并不富裕，但也带头捐出了两万元人民币（其中大毛拉自己捐一万元人民币，代表妻子捐一万元人民币）。
获得重修资金之后，重修扩建工程开始进行。该寺此次是重新建造并扩大了规模。谢日甫江·阿不都拉大毛拉发挥自己的建筑才能，仿照喀什艾提尕尔清真寺的传统装饰风格，亲自设计完成了寺内装饰及外观结构，室内装修花了一年半。重修扩建过程中，谢日甫江·阿不都拉大毛拉无论风雨，每日都来该寺的工地查看进展情况，直至工程完工。重建的建筑为现代化建筑，外观十分精美，内部构造精致，获得伊斯兰教内外人士的一致赞赏，成为乌鲁木齐市的新旅游景点。该寺经过此次重修，占地面积扩大至约3000平方米，可以容纳上千人同时做礼拜。每到主麻日，该寺的礼拜堂和院子内挤满做礼拜的教众。
该寺是乌鲁木齐市对外开放的清真寺。中外游客可以通过事先联系，到该寺内参观，也可以在礼拜堂的后部看穆斯林做礼拜。按照伊斯兰教法，女性不得入清真寺。但是在该寺，如果事先征得该寺同意，女性游客也可以进寺内参观。
2012年4月8日，土耳其外事访问团在赴北京对中国进行外事访问途中，在中国有关部门领导陪同下访问了乌鲁木齐市天山区洋行清真寺、二道桥清真寺。清真寺的伊玛目介绍了清真寺历史及如今教务情况，回答了访问团成员提出的问题。当天下午18时，土耳其总理埃尔多安在洋行清真寺参加晡礼，随后该访问团在新疆国际大巴扎参观购物。
2014年4月30日上午，在新疆维吾尔自治区考察的中共中央总书记、中华人民共和国主席习近平访问洋行清真寺，与该寺伊玛目穆合特热木·谢日甫江、理事长白克力·亚克甫等人交谈。

### 七五事件中的反应
2009年7月5日，乌鲁木齐市发生七五事件，洋行清真寺所在的胜利路也遭犯罪分子破坏。事发后，谢日甫江·阿不都拉大毛拉第一时间发表看法，称七五事件令他十分愤怒，呼吁伊斯兰教人士坚定立场，发挥能力，引导教民正确对待此次事件，积极配合各级党委和政府恢复生产生活秩序。
2009年7月10日（星期五），是七五事件之后第一个主麻日，白大寺、洋行清真寺等乌鲁木齐市一些位于敏感地段的清真寺提出，鉴于社会局势尚且不稳，请教民在家中做礼拜，而清真寺内不举办集体聚礼。白大寺伊玛目阿布都西克尔·热合木都拉说：“这符合伊斯兰教的规定。当有什么不安定的事情发生，或家里有病人，或有战乱等情况时，教民不必到清真寺集体聚礼，在家礼拜即可。”2009年7月17日（星期五），是七五事件之后第二个主麻日，包括白大寺、洋行清真寺在内的乌鲁木齐市区400多座清真寺都向教民开放，这标志着该市伊斯兰教活动在事件后已经全面恢复。

## 建筑
该寺占地面积3000多平方米，其中礼拜堂占地面积约800平方米。礼拜堂是该寺主要建筑。礼拜堂内的房顶、垂檐、门窗装饰着花卉图案、几何图案的砖雕和木刻，这是遵循伊斯兰教义中不使用偶像及动物纹饰的规定。礼拜堂4间，礼拜堂内各处都是白色方柱，礼拜堂前廊柱有不少雕花彩绘，装饰得十分华丽，堂内铺满地毯，可供千人同时做礼拜。礼拜堂正面两侧，有两座绿色的八角尖顶塔楼，名为“望月楼”，是穆斯林观看月亮出没、宣布斋戒时日的场所，楼顶安有金色的月牙，外墙贴满瓷砖。该寺还设有讲经室、伊玛目住房、会客室等等。